# Georg Leonhard Weber
Georg Leonhard Weber (* 1665/1670 in Franken; † nach 1732) war ein deutscher Bildhauer, der ein Atelier in Schweidnitz betrieb und überwiegend in Schlesien tätig war.

## Leben und Werk
Als Weber am 24. November 1698 in Schweidnitz heiratete, wurde in dem entsprechenden Traueintrag vermerkt, er sei der Sohn des Johann Balthasar Weber, „Bildhauers bei Ihro hochfürstl. Durchlaucht von Schwartzenburg“. Am 6. September 1699 wurde in Schweidnitz sein Sohn Johann getauft. Um diese Zeit betrieb er dort wahrscheinlich schon ein Bildhaueratelier. Ab Anfang des 18. Jahrhunderts schuf er zahlreiche Werke, u. a. in Zusammenarbeit mit dem Jesuiten Johann Riedel, dem aus Dresden stammenden August Gottfried Hoffmann, Johann Adam Karinger und Franz Joseph Mangoldt, der mit einer Tochter von Weber verheiratet war.
Es ist wahrscheinlich, dass Weber einen gleichnamigen Sohn hatte, denn für das Jahr 1725 ist ein in Schweidnitz geborener Georg Leonhard Weber als Bildhauergeselle in Brünn belegt.

## Werke (Auswahl)
- Schweidnitz:
  - Pfarrkirche St. Stanislaus und Wenzel: Figuren für den Orgelprospekt; Pfeilerfiguren der hll. Barbara, Martin, Wolfgang, Petrus, Margarethe, Laurentius, Johannes der Täufer, Nikolaus und Paulus (1709/10)
  - Atlas-Brunnen an der nordwestlichen Ringecke (1716)
  - Figuren am Rathaus: hl. Florian (1720, gestiftet von Hans Anton von Schaffgotsch); hl. Johannes von Nepomuk (1718)
  - Neptunsbrunnen an der Nordwestecke des Rathauses (1732)
  - Grüssauer Haus, Stadtresidenz der Grüssauer Äbte: Portal mit Pilastern und Konsolen, Vasen und fürstlichem Wappen sowie neun Brustbilder für den großen Saal (1723–1725)
- Breslau:
  - Dorotheenkirche: zwei Johannesfiguren am Triumphbogen (1716; zugeschrieben)
  - St. Adalbert, Alabasterarbeiten für die Ceslauskapelle: Sarkophag des hl. Ceslaus mit 26 Rundreliefs und Statuen (1711/30; gemeinsam mit den Bildhauern Franz Joseph Mangoldt, Johann Adam Karinger und dem Steinmetzen Urban Rauscher)
- Bunzlau
  - Pfarrkirche Mariä Himmelfahrt: Figuren der Jungfrau Maria sowie der hll. Hedwig, Joseph, Johannes Nepomuk, Rochus und Sebastian (1723); architektonischer Hauptaltar mit den Statuen der hll. Petrus, Paulus, Augustinus, Nikolaus, Lorenz, Stephan, Wenzel und Leopold sowie auf den oberen Postamenten die Statuen der hll. Hedwig und Ludmilla sowie Spes und Karitas (1723–1725)
  - Zwei überlebensgroße Sandsteinfiguren: Zeus und Herkules (1701, für Privatbesitz)
- Hirschberg, vor dem Rathaus: Steinbrunnen mit Neptunsfigur (1727; zugeschrieben)
- Namslau, Pfarrkirche St. Peter und Paul: Ölbergrelief für den Ölberg-Schnitzaltar (nach 1720)
- Reichenbach: Pfarrkirche St. Georg: Figuren der hll. Johannes Nepomuk (1720) und Georg (1727; zugeschrieben)
- Reinerz: Mariensäule auf dem Markt mit den Figuren der hll. Florian und Sebastian (1725)
- Warmbrunn: Nepomukfigur an der Brücke über den Zacken, als Stiftung der Grafen Schaffgotsch (1712)